# Entesia rubida
Entesia rubida är en tvåvingeart som beskrevs av Wulp 1888. Entesia rubida ingår i släktet Entesia och familjen stilettflugor. Inga underarter finns listade i Catalogue of Life.